# 国際民間航空デー
国際民間航空デー（こくさいみんかんこうくうデー、英語:International Civil Aviation Day）は、1996年の国連総会で宣言された12月7日の国際デーである。
1994年のシカゴ条約調印50周年を迎えた際に実施された 。